# Kauliflória

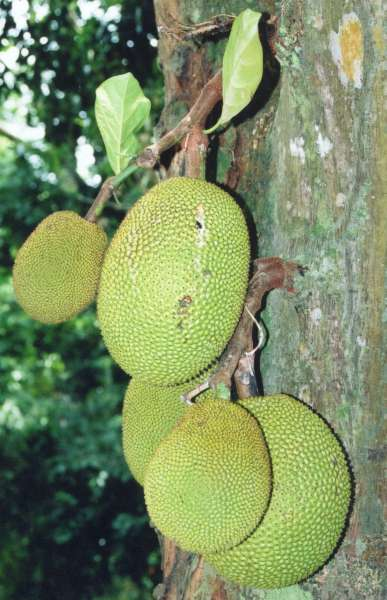
Jákafa (Artocarpus heterophyllus) közvetlenül a törzsön növő termése

A kauliflória, törzsvirágzás vagy törzsönvirágzás (néha ágvirágzás) a botanikában az a jelenség, amikor a virágok (majd a termések) nem a csúcshajtásokon, hanem az idősebb fás szárakon és a törzsön fejlődnek ki. Ez lehetővé teszi, hogy olyan állatok porozzák be a fákat, illetve továbbítsák magvaikat, melyek nem képesek a fára felmászni vagy felrepülni. A magok esetében alternatív stratégiaként a növény természetesen le is hullajthatja a termését a földre.

## Példák
- Theobroma
- dinnyefafélék
- kefevirág (Callistemon)
- Cercis (pl. júdásfa)
- kenyérfa nemzetségen belül: jákafa,

## Külső hivatkozások
- The Truth About Cauliflory Archiválva 2015. április 30-i dátummal a Wayback Machine-ben
- Cauliflory in Malaysian Rainforest Trees